# Comunele Italiei (B)
Comunele Italiei a căror nume începe cu litera B, ordinate alfabetic pe provincii și regiuni.
| Comuna                  | Provincia             | Regiunea              |
| ----------------------- | --------------------- | --------------------- |
| Baceno                  | Verbano-Cusio-Ossola  | Piemont               |
| Bacoli                  | Napoli                | Campania              |
| Badalucco               | Imperia               | Liguria               |
| Badesi                  | Sassari               | Sardinia              |
| Badia                   | Bolzano               | Trentino-Alto Adige   |
| Badia Calavena          | Verona                | Veneto                |
| Badia Pavese            | Pavia                 | Lombardia             |
| Badia Polesine          | Rovigo                | Veneto                |
| Badia Tedalda           | Arezzo                | Toscana               |
| Badolato                | Catanzaro             | Calabria              |
| Bagaladi                | Reggio Calabria       | Calabria              |
| Bagheria                | Palermo               | Sicilia               |
| Bagnacavallo            | Ravenna               | Emilia-Romagna        |
| Bagnara Calabra         | Reggio Calabria       | Calabria              |
| Bagnara Romagna         | Ravenna               | Emilia-Romagna        |
| Bagnaria                | Pavia                 | Lombardia             |
| Bagnaria Arsa           | Udine                 | Friuli-Veneția Giulia |
| Bagnasco                | Cuneo                 | Piemont               |
| Bagnatica               | Bergamo               | Lombardia             |
| Bagni Lucca             | Lucca                 | Toscana               |
| Bagno a Ripoli          | Florența              | Toscana               |
| Bagno Romagna           | Forlì-Cesena          | Emilia-Romagna        |
| Bagnoli del Trigno      | Isernia               | Molise                |
| Bagnoli Sopra           | Padova                | Veneto                |
| Bagnoli Irpino          | Avellino              | Campania              |
| Bagnolo Cremasco        | Cremona               | Lombardia             |
| Bagnolo del Salento     | Lecce                 | Puglia                |
| Bagnolo Po              | Rovigo                | Veneto                |
| Bagnolo in Piano        | Reggio Emilia         | Emilia-Romagna        |
| Bagnolo Mella           | Brescia               | Lombardia             |
| Bagnolo Piemont         | Cuneo                 | Piemont               |
| Bagnolo San Vito        | Mantova               | Lombardia             |
| Bagnone                 | Massa e Carrara       | Toscana               |
| Bagnoregio              | Viterbo               | Lazio                 |
| Bagolino                | Brescia               | Lombardia             |
| Baia e Latina           | Caserta               | Campania              |
| Baiano                  | Avellino              | Campania              |
| Bairo                   | Torino                | Piemont               |
| Baiso                   | Reggio Emilia         | Emilia-Romagna        |
| Bajardo                 | Imperia               | Liguria               |
| Balangero               | Torino                | Piemont               |
| Baldichieri d'Asti      | Asti                  | Piemont               |
| Baldissero Canavese     | Torino                | Piemont               |
| Baldissero d'Alba       | Cuneo                 | Piemont               |
| Baldissero Torinese     | Torino                | Piemont               |
| Balestrate              | Palermo               | Sicilia               |
| Balestrino              | Savona                | Liguria               |
| Ballabio                | Lecco                 | Lombardia             |
| Ballao                  | Cagliari              | Sardinia              |
| Balme                   | Torino                | Piemont               |
| Balmuccia               | Vercelli              | Piemont               |
| Balocco                 | Vercelli              | Piemont               |
| Balsorano               | L'Aquila              | Abruzzo               |
| Balvano                 | Potenza               | Basilicata            |
| Balzola                 | Alessandria           | Piemont               |
| Banari                  | Sassari               | Sardinia              |
| Banchette               | Torino                | Piemont               |
| Bannio Anzino           | Verbano-Cusio-Ossola  | Piemont               |
| Banzi                   | Potenza               | Basilicata            |
| Baone                   | Padova                | Veneto                |
| Baradili                | Oristano              | Sardinia              |
| Baragiano               | Potenza               | Basilicata            |
| Baranello               | Campobasso            | Molise                |
| Barano d'Ischia         | Napoli                | Campania              |
| Baranzate               | Milano                | Lombardia             |
| Barasso                 | Varese                | Lombardia             |
| Baratili San Pietro     | Oristano              | Sardinia              |
| Barbania                | Torino                | Piemont               |
| Barbara                 | Ancona                | Marche                |
| Barbarano Romano        | Viterbo               | Lazio                 |
| Barbarano Vicentino     | Vicenza               | Veneto                |
| Barbaresco              | Cuneo                 | Piemont               |
| Barbariga               | Brescia               | Lombardia             |
| Barbata                 | Bergamo               | Lombardia             |
| Barberino Mugello       | Florența              | Toscana               |
| Barberino Val d'Elsa    | Florența              | Toscana               |
| Barbianello             | Pavia                 | Lombardia             |
| Barbiano                | Bolzano               | Trentino-Alto Adige   |
| Barbona                 | Padova                | Veneto                |
| Barcellona Pozzo Gotto  | Messina               | Sicilia               |
| Barchi                  | Pesaro e Urbino       | Marche                |
| Barcis                  | Pordenone             | Friuli-Veneția Giulia |
| Bard                    | Aosta                 | Valle d'Aosta         |
| Bardello                | Varese                | Lombardia             |
| Bardi                   | Parma                 | Emilia-Romagna        |
| Bardineto               | Savona                | Liguria               |
| Bardolino               | Verona                | Veneto                |
| Bardonecchia            | Torino                | Piemont               |
| Bareggio                | Milano                | Lombardia             |
| Barengo                 | Novara                | Piemont               |
| Baressa                 | Oristano              | Sardinia              |
| Barete                  | L'Aquila              | Abruzzo               |
| Barga                   | Lucca                 | Toscana               |
| Bargagli                | Genova                | Liguria               |
| Barge                   | Cuneo                 | Piemont               |
| Barghe                  | Brescia               | Lombardia             |
| Bari                    | Bari                  | Puglia                |
| Bari Sardo              | Nuoro                 | Sardinia              |
| Bariano                 | Bergamo               | Lombardia             |
| Baricella               | Bologna               | Emilia-Romagna        |
| Barile                  | Potenza               | Basilicata            |
| Barisciano              | L'Aquila              | Abruzzo               |
| Barlassina              | Monza e della Brianza | Lombardia             |
| Barletta                | Barletta-Andria-Trani | Puglia                |
| Barni                   | Como                  | Lombardia             |
| Barolo                  | Cuneo                 | Piemont               |
| Barone Canavese         | Torino                | Piemont               |
| Baronissi               | Salerno               | Campania              |
| Barrafranca             | Enna                  | Sicilia               |
| Barrali                 | Cagliari              | Sardinia              |
| Barrea                  | L'Aquila              | Abruzzo               |
| Barumini                | Medio Campidano       | Sardinia              |
| Barzago                 | Lecco                 | Lombardia             |
| Barzana                 | Bergamo               | Lombardia             |
| Barzanò                 | Lecco                 | Lombardia             |
| Barzio                  | Lecco                 | Lombardia             |
| Basaluzzo               | Alessandria           | Piemont               |
| Bascapè                 | Pavia                 | Lombardia             |
| Baschi                  | Terni                 | Umbria                |
| Basciano                | Teramo                | Abruzzo               |
| Baselga Piné            | Trento                | Trentino-Alto Adige   |
| Baselice                | Benevento             | Campania              |
| Basiano                 | Milano                | Lombardia             |
| Basicò                  | Messina               | Sicilia               |
| Basiglio                | Milano                | Lombardia             |
| Basiliano               | Udine                 | Friuli-Veneția Giulia |
| Bassano Bresciano       | Brescia               | Lombardia             |
| Bassano del Grappa      | Vicenza               | Veneto                |
| Bassano in Teverina     | Viterbo               | Lazio                 |
| Bassano Romano          | Viterbo               | Lazio                 |
| Bassiano                | Latina                | Lazio                 |
| Bassignana              | Alessandria           | Piemont               |
| Bastia Mondovì          | Cuneo                 | Piemont               |
| Bastia Umbra            | Perugia               | Umbria                |
| Bastida de' Dossi       | Pavia                 | Lombardia             |
| Bastida Pancarana       | Pavia                 | Lombardia             |
| Bastiglia               | Modena                | Emilia-Romagna        |
| Battaglia Terme         | Padova                | Veneto                |
| Battifollo              | Cuneo                 | Piemont               |
| Battipaglia             | Salerno               | Campania              |
| Battuda                 | Pavia                 | Lombardia             |
| Baucina                 | Palermo               | Sicilia               |
| Bauladu                 | Oristano              | Sardinia              |
| Baunei                  | Nuoro                 | Sardinia              |
| Baveno                  | Verbano-Cusio-Ossola  | Piemont               |
| Bazzano                 | Bologna               | Emilia-Romagna        |
| Bedero Valcuvia         | Varese                | Lombardia             |
| Bedizzole               | Brescia               | Lombardia             |
| Bedollo                 | Trento                | Trentino-Alto Adige   |
| Bedonia                 | Parma                 | Emilia-Romagna        |
| Bedulita                | Bergamo               | Lombardia             |
| Bee                     | Verbano-Cusio-Ossola  | Piemont               |
| Beinasco                | Torino                | Piemont               |
| Beinette                | Cuneo                 | Piemont               |
| Belcastro               | Catanzaro             | Calabria              |
| Belfiore                | Verona                | Veneto                |
| Belforte all'Isauro     | Pesaro e Urbino       | Marche                |
| Belforte del Chienti    | Macerata              | Marche                |
| Belforte Monferrato     | Alessandria           | Piemont               |
| Belgioioso              | Pavia                 | Lombardia             |
| Belgirate               | Verbano-Cusio-Ossola  | Piemont               |
| Bella                   | Potenza               | Basilicata            |
| Bellagio                | Como                  | Lombardia             |
| Bellano                 | Lecco                 | Lombardia             |
| Bellante                | Teramo                | Abruzzo               |
| Bellaria-Igea Marina    | Rimini                | Emilia-Romagna        |
| Bellegra                | Roma                  | Lazio                 |
| Bellino                 | Cuneo                 | Piemont               |
| Bellinzago Lombardo     | Milano                | Lombardia             |
| Bellinzago Novarese     | Novara                | Piemont               |
| Bellizzi                | Salerno               | Campania              |
| Bellona                 | Caserta               | Campania              |
| Bellosguardo            | Salerno               | Campania              |
| Belluno                 | Belluno               | Veneto                |
| Bellusco                | Monza e della Brianza | Lombardia             |
| Belmonte Calabro        | Cosenza               | Calabria              |
| Belmonte Castello       | Frosinone             | Lazio                 |
| Belmonte del Sannio     | Isernia               | Molise                |
| Belmonte in Sabina      | Rieti                 | Lazio                 |
| Belmonte Mezzagno       | Palermo               | Sicilia               |
| Belmonte Piceno         | Fermo                 | Marche                |
| Belpasso                | Catania               | Sicilia               |
| Belsito                 | Cosenza               | Calabria              |
| Belvedere Spinello      | Crotone               | Calabria              |
| Belvedere Langhe        | Cuneo                 | Piemont               |
| Belvedere Marittimo     | Cosenza               | Calabria              |
| Belvedere Ostrense      | Ancona                | Marche                |
| Belveglio               | Asti                  | Piemont               |
| Belvì                   | Nuoro                 | Sardinia              |
| Bema                    | Sondrio               | Lombardia             |
| Bene Lario              | Como                  | Lombardia             |
| Bene Vagienna           | Cuneo                 | Piemont               |
| Benestare               | Reggio Calabria       | Calabria              |
| Benetutti               | Sassari               | Sardinia              |
| Benevello               | Cuneo                 | Piemont               |
| Benevento               | Benevento             | Campania              |
| Benna                   | Biella                | Piemont               |
| Bentivoglio             | Bologna               | Emilia-Romagna        |
| Berbenno                | Bergamo               | Lombardia             |
| Berbenno Valtellina     | Sondrio               | Lombardia             |
| Berceto                 | Parma                 | Emilia-Romagna        |
| Berchidda               | Sassari               | Sardinia              |
| Beregazzo con Figliaro  | Como                  | Lombardia             |
| Bereguardo              | Pavia                 | Lombardia             |
| Bergamasco              | Alessandria           | Piemont               |
| Bergamo                 | Bergamo               | Lombardia             |
| Bergantino              | Rovigo                | Veneto                |
| Bergeggi                | Savona                | Liguria               |
| Bergolo                 | Cuneo                 | Piemont               |
| Berlingo                | Brescia               | Lombardia             |
| Bernalda                | Matera                | Basilicata            |
| Bernareggio             | Monza e della Brianza | Lombardia             |
| Bernate Ticino          | Milano                | Lombardia             |
| Bernezzo                | Cuneo                 | Piemont               |
| Berra                   | Ferrara               | Emilia-Romagna        |
| Bersone                 | Trento                | Trentino-Alto Adige   |
| Bertinoro               | Forlì-Cesena          | Emilia-Romagna        |
| Bertiolo                | Udine                 | Friuli-Veneția Giulia |
| Bertonico               | Lodi                  | Lombardia             |
| Berzano San Pietro      | Asti                  | Piemont               |
| Berzano Tortona         | Alessandria           | Piemont               |
| Berzo Demo              | Brescia               | Lombardia             |
| Berzo Inferiore         | Brescia               | Lombardia             |
| Berzo San Fermo         | Bergamo               | Lombardia             |
| Besana in Brianza       | Monza e della Brianza | Lombardia             |
| Besano                  | Varese                | Lombardia             |
| Besate                  | Milano                | Lombardia             |
| Besenello               | Trento                | Trentino-Alto Adige   |
| Besenzone               | Piacenza              | Emilia-Romagna        |
| Besnate                 | Varese                | Lombardia             |
| Besozzo                 | Varese                | Lombardia             |
| Bessude                 | Sassari               | Sardinia              |
| Bettola                 | Piacenza              | Emilia-Romagna        |
| Bettona                 | Perugia               | Umbria                |
| Beura-Cardezza          | Verbano-Cusio-Ossola  | Piemont               |
| Bevagna                 | Perugia               | Umbria                |
| Beverino                | Spezia                | Liguria               |
| Bevilacqua              | Verona                | Veneto                |
| Biancavilla             | Catania               | Sicilia               |
| Bianchi                 | Cosenza               | Calabria              |
| Bianco                  | Reggio Calabria       | Calabria              |
| Biandrate               | Novara                | Piemont               |
| Biandronno              | Varese                | Lombardia             |
| Bianzano                | Bergamo               | Lombardia             |
| Bianzè                  | Vercelli              | Piemont               |
| Bianzone                | Sondrio               | Lombardia             |
| Biassono                | Monza e della Brianza | Lombardia             |
| Bibbiano                | Reggio Emilia         | Emilia-Romagna        |
| Bibbiena                | Arezzo                | Toscana               |
| Bibbona                 | Livorno               | Toscana               |
| Bibiana                 | Torino                | Piemont               |
| Biccari                 | Foggia                | Puglia                |
| Bicinicco               | Udine                 | Friuli-Veneția Giulia |
| Bidonì                  | Oristano              | Sardinia              |
| Biella                  | Biella                | Piemont               |
| Bienno                  | Brescia               | Lombardia             |
| Bieno                   | Trento                | Trentino-Alto Adige   |
| Bientina                | Pisa                  | Toscana               |
| Bigarello               | Mantova               | Lombardia             |
| Binago                  | Como                  | Lombardia             |
| Binasco                 | Milano                | Lombardia             |
| Binetto                 | Bari                  | Puglia                |
| Bioglio                 | Biella                | Piemont               |
| Bionaz                  | Aosta                 | Valle d'Aosta         |
| Bione                   | Brescia               | Lombardia             |
| Birori                  | Nuoro                 | Sardinia              |
| Bisaccia                | Avellino              | Campania              |
| Bisacquino              | Palermo               | Sicilia               |
| Bisceglie               | Barletta-Andria-Trani | Puglia                |
| Bisegna                 | L'Aquila              | Abruzzo               |
| Bisenti                 | Teramo                | Abruzzo               |
| Bisignano               | Cosenza               | Calabria              |
| Bistagno                | Alessandria           | Piemont               |
| Bisuschio               | Varese                | Lombardia             |
| Bitetto                 | Bari                  | Puglia                |
| Bitonto                 | Bari                  | Puglia                |
| Bitritto                | Bari                  | Puglia                |
| Bitti                   | Nuoro                 | Sardinia              |
| Bivona                  | Agrigento             | Sicilia               |
| Bivongi                 | Reggio Calabria       | Calabria              |
| Bizzarone               | Como                  | Lombardia             |
| Bleggio Superiore       | Trento                | Trentino-Alto Adige   |
| Blello                  | Bergamo               | Lombardia             |
| Blera                   | Viterbo               | Lazio                 |
| Blessagno               | Como                  | Lombardia             |
| Blevio                  | Como                  | Lombardia             |
| Blufi                   | Palermo               | Sicilia               |
| Boara Pisani            | Padova                | Veneto                |
| Bobbio                  | Piacenza              | Emilia-Romagna        |
| Bobbio Pellice          | Torino                | Piemont               |
| Boca                    | Novara                | Piemont               |
| Bocchigliero            | Cosenza               | Calabria              |
| Boccioleto              | Vercelli              | Piemont               |
| Bocenago                | Trento                | Trentino-Alto Adige   |
| Bodio Lomnago           | Varese                | Lombardia             |
| Boffalora d'Adda        | Lodi                  | Lombardia             |
| Boffalora sopra Ticino  | Milano                | Lombardia             |
| Bogliasco               | Genova                | Liguria               |
| Bognanco                | Verbano-Cusio-Ossola  | Piemont               |
| Bogogno                 | Novara                | Piemont               |
| Boissano                | Savona                | Liguria               |
| Bojano                  | Campobasso            | Molise                |
| Bolano                  | Spezia                | Liguria               |
| Bolbeno                 | Trento                | Trentino-Alto Adige   |
| Bolgare                 | Bergamo               | Lombardia             |
| Bollate                 | Milano                | Lombardia             |
| Bollengo                | Torino                | Piemont               |
| Bologna                 | Bologna               | Emilia-Romagna        |
| Bolognano               | Pescara               | Abruzzo               |
| Bolognetta              | Palermo               | Sicilia               |
| Bolognola               | Macerata              | Marche                |
| Bolotana                | Nuoro                 | Sardinia              |
| Bolsena                 | Viterbo               | Lazio                 |
| Boltiere                | Bergamo               | Lombardia             |
| Bolzano                 | Bolzano               | Trentino-Alto Adige   |
| Bolzano Novarese        | Novara                | Piemont               |
| Bolzano Vicentino       | Vicenza               | Veneto                |
| Bomarzo                 | Viterbo               | Lazio                 |
| Bomba                   | Chieti                | Abruzzo               |
| Bompensiere             | Caltanissetta         | Sicilia               |
| Bompietro               | Palermo               | Sicilia               |
| Bomporto                | Modena                | Emilia-Romagna        |
| Bonarcado               | Oristano              | Sardinia              |
| Bonassola               | Spezia                | Liguria               |
| Bonate Sopra            | Bergamo               | Lombardia             |
| Bonate Sotto            | Bergamo               | Lombardia             |
| Bonavigo                | Verona                | Veneto                |
| Bondeno                 | Ferrara               | Emilia-Romagna        |
| Bondo                   | Trento                | Trentino-Alto Adige   |
| Bondone                 | Trento                | Trentino-Alto Adige   |
| Bonea                   | Benevento             | Campania              |
| Bonefro                 | Campobasso            | Molise                |
| Bonemerse               | Cremona               | Lombardia             |
| Bonifati                | Cosenza               | Calabria              |
| Bonito                  | Avellino              | Campania              |
| Bonnanaro               | Sassari               | Sardinia              |
| Bono                    | Sassari               | Sardinia              |
| Bonorva                 | Sassari               | Sardinia              |
| Bonvicino               | Cuneo                 | Piemont               |
| Borbona                 | Rieti                 | Lazio                 |
| Borca Cadore            | Belluno               | Veneto                |
| Bordano                 | Udine                 | Friuli-Veneția Giulia |
| Bordighera              | Imperia               | Liguria               |
| Bordolano               | Cremona               | Lombardia             |
| Bore                    | Parma                 | Emilia-Romagna        |
| Boretto                 | Reggio Emilia         | Emilia-Romagna        |
| Borgarello              | Pavia                 | Lombardia             |
| Borgaro Torinese        | Torino                | Piemont               |
| Borgetto                | Palermo               | Sicilia               |
| Borghetto d'Arroscia    | Imperia               | Liguria               |
| Borghetto Borbera       | Alessandria           | Piemont               |
| Borghetto Vara          | Spezia                | Liguria               |
| Borghetto Lodigiano     | Lodi                  | Lombardia             |
| Borghetto Santo Spirito | Savona                | Liguria               |
| Borghi                  | Forlì-Cesena          | Emilia-Romagna        |
| Borgia                  | Catanzaro             | Calabria              |
| Borgiallo               | Torino                | Piemont               |
| Borgio Verezzi          | Savona                | Liguria               |
| Borgo a Mozzano         | Lucca                 | Toscana               |
| Borgo d'Ale             | Vercelli              | Piemont               |
| Borgo Terzo             | Bergamo               | Lombardia             |
| Borgo Pace              | Pesaro e Urbino       | Marche                |
| Borgo Priolo            | Pavia                 | Lombardia             |
| Borgo San Dalmazzo      | Cuneo                 | Piemont               |
| Borgo San Giacomo       | Brescia               | Lombardia             |
| Borgo San Giovanni      | Lodi                  | Lombardia             |
| Borgo San Lorenzo       | Florența              | Toscana               |
| Borgo San Martino       | Alessandria           | Piemont               |
| Borgo San Siro          | Pavia                 | Lombardia             |
| Borgo Ticino            | Novara                | Piemont               |
| Borgo Tossignano        | Bologna               | Emilia-Romagna        |
| Borgo Val Taro          | Parma                 | Emilia-Romagna        |
| Borgo Valsugana         | Trento                | Trentino-Alto Adige   |
| Borgo Velino            | Rieti                 | Lazio                 |
| Borgo Vercelli          | Vercelli              | Piemont               |
| Borgoforte              | Mantova               | Lombardia             |
| Borgofranco d'Ivrea     | Torino                | Piemont               |
| Borgofranco sul Po      | Mantova               | Lombardia             |
| Borgolavezzaro          | Novara                | Piemont               |
| Borgomale               | Cuneo                 | Piemont               |
| Borgomanero             | Novara                | Piemont               |
| Borgomaro               | Imperia               | Liguria               |
| Borgomasino             | Torino                | Piemont               |
| Borgone Susa            | Torino                | Piemont               |
| Borgonovo Val Tidone    | Piacenza              | Emilia-Romagna        |
| Borgoratto Alessandrino | Alessandria           | Piemont               |
| Borgoratto Mormorolo    | Pavia                 | Lombardia             |
| Borgoricco              | Padova                | Veneto                |
| Borgorose               | Rieti                 | Lazio                 |
| Borgosatollo            | Brescia               | Lombardia             |
| Borgosesia              | Vercelli              | Piemont               |
| Bormida                 | Savona                | Liguria               |
| Bormio                  | Sondrio               | Lombardia             |
| Bornasco                | Pavia                 | Lombardia             |
| Borno                   | Brescia               | Lombardia             |
| Boroneddu               | Oristano              | Sardinia              |
| Borore                  | Nuoro                 | Sardinia              |
| Borrello                | Chieti                | Abruzzo               |
| Borriana                | Biella                | Piemont               |
| Borso del Grappa        | Treviso               | Veneto                |
| Bortigali               | Nuoro                 | Sardinia              |
| Bortigiadas             | Sassari               | Sardinia              |
| Borutta                 | Sassari               | Sardinia              |
| Borzonasca              | Genova                | Liguria               |
| Bosa                    | Oristano              | Sardinia              |
| Bosaro                  | Rovigo                | Veneto                |
| Boschi Sant'Anna        | Verona                | Veneto                |
| Bosco Chiesanuova       | Verona                | Veneto                |
| Bosco Marengo           | Alessandria           | Piemont               |
| Bosconero               | Torino                | Piemont               |
| Boscoreale              | Napoli                | Campania              |
| Boscotrecase            | Napoli                | Campania              |
| Bosentino               | Trento                | Trentino-Alto Adige   |
| Bosia                   | Cuneo                 | Piemont               |
| Bosio                   | Alessandria           | Piemont               |
| Bosisio Parini          | Lecco                 | Lombardia             |
| Bosnasco                | Pavia                 | Lombardia             |
| Bossico                 | Bergamo               | Lombardia             |
| Bossolasco              | Cuneo                 | Piemont               |
| Botricello              | Catanzaro             | Calabria              |
| Botrugno                | Lecce                 | Puglia                |
| Bottanuco               | Bergamo               | Lombardia             |
| Botticino               | Brescia               | Lombardia             |
| Bottidda                | Sassari               | Sardinia              |
| Bova                    | Reggio Calabria       | Calabria              |
| Bova Marina             | Reggio Calabria       | Calabria              |
| Bovalino                | Reggio Calabria       | Calabria              |
| Bovegno                 | Brescia               | Lombardia             |
| Boves                   | Cuneo                 | Piemont               |
| Bovezzo                 | Brescia               | Lombardia             |
| Boville Ernica          | Frosinone             | Lazio                 |
| Bovino                  | Foggia                | Puglia                |
| Bovisio-Masciago        | Monza e della Brianza | Lombardia             |
| Bovolenta               | Padova                | Veneto                |
| Bovolone                | Verona                | Veneto                |
| Bozzole                 | Alessandria           | Piemont               |
| Bozzolo                 | Mantova               | Lombardia             |
| Bra                     | Cuneo                 | Piemont               |
| Bracca                  | Bergamo               | Lombardia             |
| Bracciano               | Roma                  | Lazio                 |
| Bracigliano             | Salerno               | Campania              |
| Braies                  | Bolzano               | Trentino-Alto Adige   |
| Brallo Pregola          | Pavia                 | Lombardia             |
| Brancaleone             | Reggio Calabria       | Calabria              |
| Brandico                | Brescia               | Lombardia             |
| Brandizzo               | Torino                | Piemont               |
| Branzi                  | Bergamo               | Lombardia             |
| Braone                  | Brescia               | Lombardia             |
| Brebbia                 | Varese                | Lombardia             |
| Breda Piave             | Treviso               | Veneto                |
| Bregano                 | Varese                | Lombardia             |
| Breganze                | Vicenza               | Veneto                |
| Bregnano                | Como                  | Lombardia             |
| Breguzzo                | Trento                | Trentino-Alto Adige   |
| Breia                   | Vercelli              | Piemont               |
| Brembate                | Bergamo               | Lombardia             |
| Brembate Sopra          | Bergamo               | Lombardia             |
| Brembilla               | Bergamo               | Lombardia             |
| Brembio                 | Lodi                  | Lombardia             |
| Breme                   | Pavia                 | Lombardia             |
| Brendola                | Vicenza               | Veneto                |
| Brenna                  | Como                  | Lombardia             |
| Brennero                | Bolzano               | Trentino-Alto Adige   |
| Breno                   | Brescia               | Lombardia             |
| Brenta                  | Varese                | Lombardia             |
| Brentino Belluno        | Verona                | Veneto                |
| Brentonico              | Trento                | Trentino-Alto Adige   |
| Brenzone                | Verona                | Veneto                |
| Brescello               | Reggio Emilia         | Emilia-Romagna        |
| Brescia                 | Brescia               | Lombardia             |
| Bresimo                 | Trento                | Trentino-Alto Adige   |
| Bressana Bottarone      | Pavia                 | Lombardia             |
| Bressanone              | Bolzano               | Trentino-Alto Adige   |
| Bressanvido             | Vicenza               | Veneto                |
| Bresso                  | Milano                | Lombardia             |
| Brez                    | Trento                | Trentino-Alto Adige   |
| Brezzo Bedero           | Varese                | Lombardia             |
| Briaglia                | Cuneo                 | Piemont               |
| Briatico                | Vibo Valentia         | Calabria              |
| Bricherasio             | Torino                | Piemont               |
| Brienno                 | Como                  | Lombardia             |
| Brienza                 | Potenza               | Basilicata            |
| Briga Alta              | Cuneo                 | Piemont               |
| Briga Novarese          | Novara                | Piemont               |
| Brignano Gera d'Adda    | Bergamo               | Lombardia             |
| Brignano-Frascata       | Alessandria           | Piemont               |
| Brindisi                | Brindisi              | Puglia                |
| Brindisi Montagna       | Potenza               | Basilicata            |
| Brinzio                 | Varese                | Lombardia             |
| Briona                  | Novara                | Piemont               |
| Brione                  | Brescia               | Lombardia             |
| Brione                  | Trento                | Trentino-Alto Adige   |
| Briosco                 | Monza e della Brianza | Lombardia             |
| Brisighella             | Ravenna               | Emilia-Romagna        |
| Brissago-Valtravaglia   | Varese                | Lombardia             |
| Brissogne               | Aosta                 | Valle d'Aosta         |
| Brittoli                | Pescara               | Abruzzo               |
| Brivio                  | Lecco                 | Lombardia             |
| Broccostella            | Frosinone             | Lazio                 |
| Brogliano               | Vicenza               | Veneto                |
| Brognaturo              | Vibo Valentia         | Calabria              |
| Brolo                   | Messina               | Sicilia               |
| Brondello               | Cuneo                 | Piemont               |
| Broni                   | Pavia                 | Lombardia             |
| Bronte                  | Catania               | Sicilia               |
| Bronzolo                | Bolzano               | Trentino-Alto Adige   |
| Brossasco               | Cuneo                 | Piemont               |
| Brosso                  | Torino                | Piemont               |
| Brovello-Carpugnino     | Verbano-Cusio-Ossola  | Piemont               |
| Brozolo                 | Torino                | Piemont               |
| Brugherio               | Monza e della Brianza | Lombardia             |
| Brugine                 | Padova                | Veneto                |
| Brugnato                | Spezia                | Liguria               |
| Brugnera                | Pordenone             | Friuli-Veneția Giulia |
| Bruino                  | Torino                | Piemont               |
| Brumano                 | Bergamo               | Lombardia             |
| Brunate                 | Como                  | Lombardia             |
| Brunello                | Varese                | Lombardia             |
| Brunico                 | Bolzano               | Trentino-Alto Adige   |
| Bruno                   | Asti                  | Piemont               |
| Brusaporto              | Bergamo               | Lombardia             |
| Brusasco                | Torino                | Piemont               |
| Brusciano               | Napoli                | Campania              |
| Brusimpiano             | Varese                | Lombardia             |
| Brusnengo               | Biella                | Piemont               |
| Brusson                 | Aosta                 | Valle d'Aosta         |
| Bruzolo                 | Torino                | Piemont               |
| Bruzzano Zeffirio       | Reggio Calabria       | Calabria              |
| Bubbiano                | Milano                | Lombardia             |
| Bubbio                  | Asti                  | Piemont               |
| Buccheri                | Siracusa              | Sicilia               |
| Bucchianico             | Chieti                | Abruzzo               |
| Bucciano                | Benevento             | Campania              |
| Buccinasco              | Milano                | Lombardia             |
| Buccino                 | Salerno               | Campania              |
| Bucine                  | Arezzo                | Toscana               |
| Buddusò                 | Sassari               | Sardinia              |
| Budoia                  | Pordenone             | Friuli-Veneția Giulia |
| Budoni                  | Sassari               | Sardinia              |
| Budrio                  | Bologna               | Emilia-Romagna        |
| Buggerru                | Carbonia-Iglesias     | Sardinia              |
| Buggiano                | Pistoia               | Toscana               |
| Buglio in Monte         | Sondrio               | Lombardia             |
| Bugnara                 | L'Aquila              | Abruzzo               |
| Buguggiate              | Varese                | Lombardia             |
| Buja                    | Udine                 | Friuli-Veneția Giulia |
| Bulciago                | Lecco                 | Lombardia             |
| Bulgarograsso           | Como                  | Lombardia             |
| Bultei                  | Sassari               | Sardinia              |
| Bulzi                   | Sassari               | Sardinia              |
| Buonabitacolo           | Salerno               | Campania              |
| Buonalbergo             | Benevento             | Campania              |
| Buonconvento            | Siena                 | Toscana               |
| Buonvicino              | Cosenza               | Calabria              |
| Burago Molgora          | Monza e della Brianza | Lombardia             |
| Burcei                  | Cagliari              | Sardinia              |
| Burgio                  | Agrigento             | Sicilia               |
| Burgos                  | Sassari               | Sardinia              |
| Buriasco                | Torino                | Piemont               |
| Burolo                  | Torino                | Piemont               |
| Buronzo                 | Vercelli              | Piemont               |
| Busachi                 | Oristano              | Sardinia              |
| Busalla                 | Genova                | Liguria               |
| Busana                  | Reggio Emilia         | Emilia-Romagna        |
| Busano                  | Torino                | Piemont               |
| Busca                   | Cuneo                 | Piemont               |
| Buscate                 | Milano                | Lombardia             |
| Buscemi                 | Siracusa              | Sicilia               |
| Buseto Palizzolo        | Trapani               | Sicilia               |
| Busnago                 | Monza e della Brianza | Lombardia             |
| Bussero                 | Milano                | Lombardia             |
| Busseto                 | Parma                 | Emilia-Romagna        |
| Bussi sul Tirino        | Pescara               | Abruzzo               |
| Busso                   | Campobasso            | Molise                |
| Bussolengo              | Verona                | Veneto                |
| Bussoleno               | Torino                | Piemont               |
| Busto Arsizio           | Varese                | Lombardia             |
| Busto Garolfo           | Milano                | Lombardia             |
| Butera                  | Caltanissetta         | Sicilia               |
| Buti                    | Pisa                  | Toscana               |
| Buttapietra             | Verona                | Veneto                |
| Buttigliera Alta        | Torino                | Piemont               |
| Buttigliera d'Asti      | Asti                  | Piemont               |
| Buttrio                 | Udine                 | Friuli-Veneția Giulia |